# Pennsylvania College of Dental Surgery
Das Pennsylvania College of Dental Surgery (auch: Pennsylvania Dental College) ging aus dem Philadelphia College of Dental Surgery hervor und wurde im Jahr 1856 in Philadelphia gegründet. Das College war bis zum Zeitpunkt seiner Schließung im Jahr 1909  die zweitälteste zahnmedizinische Ausbildungsstätte in den Vereinigten Staaten. Aus ihr entstand die heutige zahnmedizinische Fakultät der Temple University und die University of Pennsylvania School of Dental Medicine an der University of Pennsylvania. Auf Grund der zahlreichen namhaften Absolventen erlangte diese Anfang des 20. Jahrhunderts internationale Reputation. Henry C. Carey leitete das College bis zu seinem Ableben im Jahre 1879.

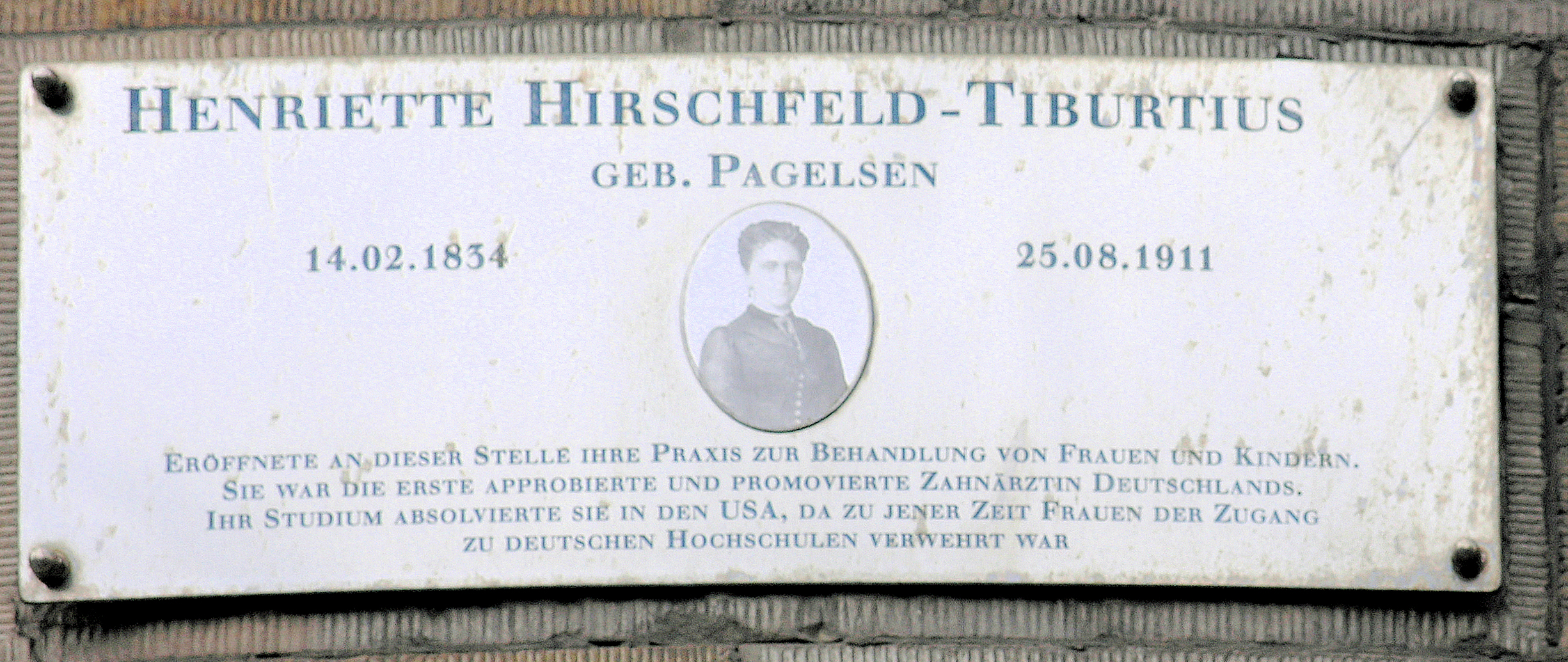
Gedenktafel am Haus Behrenstraße 9, in Berlin-Mitte

Im deutschen Reich waren Frauen nicht zum Studium zugelassen, zudem gab es noch kein reguläres staatliches Studium der Zahnmedizin. Mit großer Beharrlichkeit erreichte die Berlinerin Henriette Hirschfeld-Tiburtius (1834–1911), dass sie 1867 zum Studium am Pennsylvania College of Dental Surgery zugelassen wurde. Sie war überhaupt erst die zweite Frau in den USA, der dies gelang. Bislang hatte erst eine Amerikanerin, Lucy Hobbs, ein Dental College in Cincinnati absolviert – allerdings nur für ein Jahr und nicht in der damals regulären Studienzeit von zwei Jahren. Henriette musste allerdings aus Schicklichkeitsgründen ihre anatomischen Studien noch am Women’s Medical College absolvieren. Nach zweijähriger Studienzeit schloss sie am 27. Februar 1869 das Studium mit dem Titel „Doktor of Dental Surgery“ (DDS) erfolgreich ab. Sie war damit auch in den USA die erste Frau überhaupt, der das im Rahmen eines regulären Studiums an einem Dental College gelungen war. Erst später, nämlich ab 1914, wurden auch Frauen zum Studium an der University of Pennsylvania School of Dental Medicine zugelassen. Henriette Hirschfeld-Tiburtius kehrte nach Berlin zurück, wo sie eine zahnärztliche Praxis eröffnete.

## Berühmte Alumni
- Edward H. Angle
- William Gibson Arlington Bonwill
- John Nutting Farrar
- James Garretson
- Alfred Gysi
- Henriette Hirschfeld-Tiburtius
- John Henry „Doc“ Holliday
- Albert H. Ketcham
- Willoughby D. Miller
- Martha Sochatzy
- Barnabas Wood